# Triclosan
Triclosan, das zur chemischen Stoffgruppe der polychlorierten Phenoxyphenole gehört, ist ein antimikrobieller Wirkstoff, der in einer breiten Palette von Bedarfsgegenständen, kosmetischen Präparaten und Desinfektionsmitteln als Biozid und Konservierungsstoff eingesetzt wird.

## Verwendung
Triclosan wird vor allem in Arzt- und Zahnarztpraxen sowie in Krankenhäusern eingesetzt, um die Übertragung von Krankheitskeimen zu verhindern. Desinfektionsmittel gehören zur Hauptgruppe 1 der Biozid-Produkte (Anhang V der ehemaligen Richtlinie 98/8/EG bzw. aktuell der Verordnung (EU) Nr. 528/2012 (Biozid-Verordnung)). Triclosan ist gegen Bakterien, Pilze und/oder behüllte Viren wirksam. Triclosan wird deswegen in Kosmetikartikeln, wie zum Beispiel Zahnpasta, Deodorants und Seifen eingesetzt, ebenso in Haushaltsreinigern und Waschmitteln. Das Bundesinstitut für Risikobewertung (BfR) rät jedoch vom Einsatz zur Desinfektion im Haushalt, z. B. in Reinigungsmitteln, ab, da durch die geringe Konzentration von Triclosan in den Reinigern eine Resistenzbildung von Bakterien zu befürchten sei, die durch Kreuzresistenz (ähnliche Wirkungsmechanismen) auch auf Doxycyclin oder Ciprofloxacin übergreifen könne.
Überblick über die Verwendung von Triclosan:
- Bestandteil von Desinfektionsmitteln für den professionellen Einsatz in Arztpraxen und Krankenhäusern.
- In Konzentrationen von 1 % bis 3 % als Arzneistoff zur Behandlung von infektiösen Hautkrankheiten in rezepturmäßig in der Apotheke hergestellten Cremes (z. B. 1 % in anionischer hydrophiler Creme, einer Standardrezeptur im DAC). Cremegrundlagen mit nichtionischen Emulgatoren, wie etwa die Basiscreme DAC, sind ungeeignet, da die Stabilität der Zubereitung beeinträchtigt sein kann.
- Wirkstoff in kosmetischen Präparaten und Zahncremes. Triclosan besitzt antiseptische und remanent desodorierende Eigenschaften, daher Einsatz als desodorierender Zusatz in festen Seifen und Flüssigseifen (Einsatzkonzentration: 0,2–0,5 %), Deo-Sprays (0,2 %) und Deodorants (bis zu 0,3 %). In antiseptischen Seifen und chirurgischen Handdesinfektionsmitteln auf Alkoholbasis kann die verwendete Konzentration 0,2–2 % betragen.[8]
- Konservierungsmittel in kosmetischen Präparaten. In Deutschland beträgt die zulässige Höchstkonzentration für diese Anwendung gemäß Kosmetikverordnung 0,3 %.[9]
- Matratzenbezüge, Sport- und Funktionstextilien, Schuhe, Teppiche, Kunststoff-Schneidebretter u. ä. werden teilweise mit Triclosan behandelt und als besonders „allergikergeeignet“ oder „frisch duftend“ beworben. Oft ist das an Namen wie Ultra-Fresh, Amicor, Microban, Monolith, oder Bactonix erkennbar. Der Einsatz von Triclosan in Textilien ist umstritten, da die natürliche Hautflora angegriffen wird.[10][11]

## Exposition

### Nachweis von Triclosan im Urin von Schwangeren
Forscher haben im Urin von Schwangeren sowie im Nabelschnurblut Triclosan nachweisen können. Die Forscher weisen auf den Einsatz von Triclosan in vielfältigen Produkten hin und die weitverbreitete Exposition gegen diese Substanz. Eine kanadische Studie, veröffentlicht im April 2015, berichtet zudem über eine verminderte Fruchtbarkeit (längere Zeit bis zur Schwangerschaft) von Frauen, bei denen Triclosan-Werte von ≥71.7 μg/l im Urin nachgewiesen wurden.

### Anreicherung in Zahnbürsten
In einer Studie wurde 2017 gezeigt, dass Triclosan sich in beträchtlichen Mengen in den Kunststoffborsten von Zahnbürsten anreichern kann. Dies war bevorzugt der Fall bei Zahnbürsten mit dünnen, weichen Borsten. Nach einem Wechsel auf eine triclosanfreie Zahnpasta wurde das gespeicherte Triclosan nach und nach wieder aus den Borsten freigesetzt. Eine ähnliche Anreicherung bei anderen Produkten wurde nicht ausgeschlossen.

## Toxikologie
Triclosan bioakkumuliert in aquatischen Organismen, einschließlich Meeressäugern. Vermutlich ist es ein endokriner Disruptor. Triclosan steht im Verdacht, verschiedene Störungen beim Menschen zu verursachen, etwa eine Abnahme der Fertilität, eine Senkung des Body-Mass-Indexes, eine Abnahme von Gewicht, Größe und Kopfumfang bei Neugeborenen, eine Erhöhung des Risikos für Fehlgeburten, eine Erhöhung des Risikos für Asthma und Allergien sowie eine Erhöhung der Blutwerte für Marker von oxidativem Stress und für das Schilddrüsenhormon Triiodthyronin. Vermutlich fördert Triclosan im Menschen das Wachstum von Tumoren der Leber und Entzündungen der Leber. Das Risiko für eine Ausbildung bakterieller Resistenzen gegen Triclosan ist gering, allerdings überwiegen die gesundheitlichen Risiken den Nutzen, da die antimikrobielle Wirkung beim Händewaschen nur geringfügig besser ist als ohne. Eine Meta-Analyse aus dem Jahr 2018 kommt jedoch zum Ergebnis, dass die bisherige Datenlage aufgrund methodischer Mängel und begrenzter Vergleichbarkeit der veröffentlichten Studien keine abschließende Beurteilung der Toxizität von Triclosan erlaubt.

## Umweltverhalten

### Umwandlung durch Sonneneinstrahlung

Methyltriclosan

Unter Sonneneinstrahlung können sich aus Triclosan polychlorierte Dibenzodioxine und Dibenzofurane bilden. Das wiesen japanische Wissenschaftler 1988 in einem Experiment mit einer sonnenbestrahlten triclosanhaltigen Socke nach, worauf Triclosan für die biozide Ausrüstung von Textilien in Japan verboten wurde. Triclosan kann im Abwasser zu Methyltriclosan methyliert werden, welches eine längere Halbwertszeit in der Umwelt aufweist.

### Verunreinigung von Gewässern
Ein deutsch-slowakisches Forscherteam schätzt ein, dass Triclosan Platz sechs der problematischsten Stoffe in Europa belegt.

## Regulierung
Die FDA stuft Triclosan als Bestandteil von antibakteriellen Handseifen als überflüssig ein und fordert Hersteller zur Änderung der Zusammensetzung auf. Die Überschrift der Information zu Handseifen mit Triclosan lautet bei der FDA: „Antibacterial Soap? You Can Skip It – Use Plain Soap and Water“. Im September 2016 wurde von der FDA die Verwendung von Triclosan in Seife und Flüssigseife in den USA verboten.
Triclosan wurde 2012 von der EU gemäß der Verordnung (EG) Nr. 1907/2006 (REACH) im Rahmen der Stoffbewertung in den fortlaufenden Aktionsplan der Gemeinschaft (CoRAP) aufgenommen. Hierbei werden die Auswirkungen des Stoffs auf die menschliche Gesundheit bzw. die Umwelt neu bewertet und ggf. Folgemaßnahmen eingeleitet. Ursächlich für die Aufnahme von Triclosan waren die Besorgnisse bezüglich hoher (aggregierter) Tonnage sowie der Gefahren ausgehend von einer möglichen Zuordnung zur Gruppe der PBT/vPvB-Stoffe und als potentieller endokriner Disruptor. Die Neubewertung fand ab 2012 statt und wurde von den Niederlanden durchgeführt.
Zum Schutz der Korallenriffe ist im Südseestaat Palau seit Januar 2020 die Einfuhr, der Vertrieb und die Verwendung von Triclosan-haltigen Sonnenschutzmitteln unter Strafe verboten.

## Handelsnamen
- Irgasan

## Präparate
Fertigarzneimittel (Kombinationspräparate)
Acne Crème Widmer/ -Gel/ -Lotio (CH), DuoGalen (D), InfectoCortiSept (D)
Waschlotionen/Kosmetika
Rutisept (D), Cliniderm (CH), Procutol (CH)